# SN 185
SN 185  (RCW 86) foi uma supernova que apareceu no ano 185 d.C, na direção de Alpha Centauri,  entre as constelações do Compasso e Centauro, centrado na Ascensão reta  14h 43m Declinação −62° 30′, na constelação do Compasso. Está estrela foi registrada por astrônomos chineses no Livro dos Han posteriores, e pode ter sido registrado na literatura romana . Permaneceu visível no céu noturno durante oito meses. Este acredita-se ter sido a primeira supernova registrada.

O seguinte registro foi dado pelos chineses sobre a supernova:
No segundo ano da Época Zhongping[中平], na décima lua, no dia Kwei Hae (7 de dezembro), uma estranha estrela apareceu no meio de Nan Mun (Asterismo contendo Alpha Centauri). Era como uma larga esteira de bambu. Exibiu as cinco cores, ao mesmo tempo agradável e diferente. Ela gradualmente diminuiu. Na sexta lua do ano seguinte, ela desapareceu.
O escudo gasoso RCW 86 é provavelmente a remanescente de supernova deste evento e tem um tamanho relativamente grande, de aproximadamente 45 minutos de arco  (maior que o tamanho aparente da Lua cheia, que varia de 29 a 34 minutos de arco ). A distância estimada da RCW 86 é 2,800 parsecs (9,100 anos-luz).
Novas observações infravermelhas do telescópio espacial Spitzer e Wide-field Infrared Survey Explorer (WISE) da NASA, revelam como a supernova ocorreu e como seus restos, finalmente, espalharam-se para grandes distâncias. Os resultados mostram que a explosão estelar teve lugar numa cavidade escavada, permitindo que o material expelido pela estrela viajasse muito mais rápido e mais longe do que ele teria caso contrário 

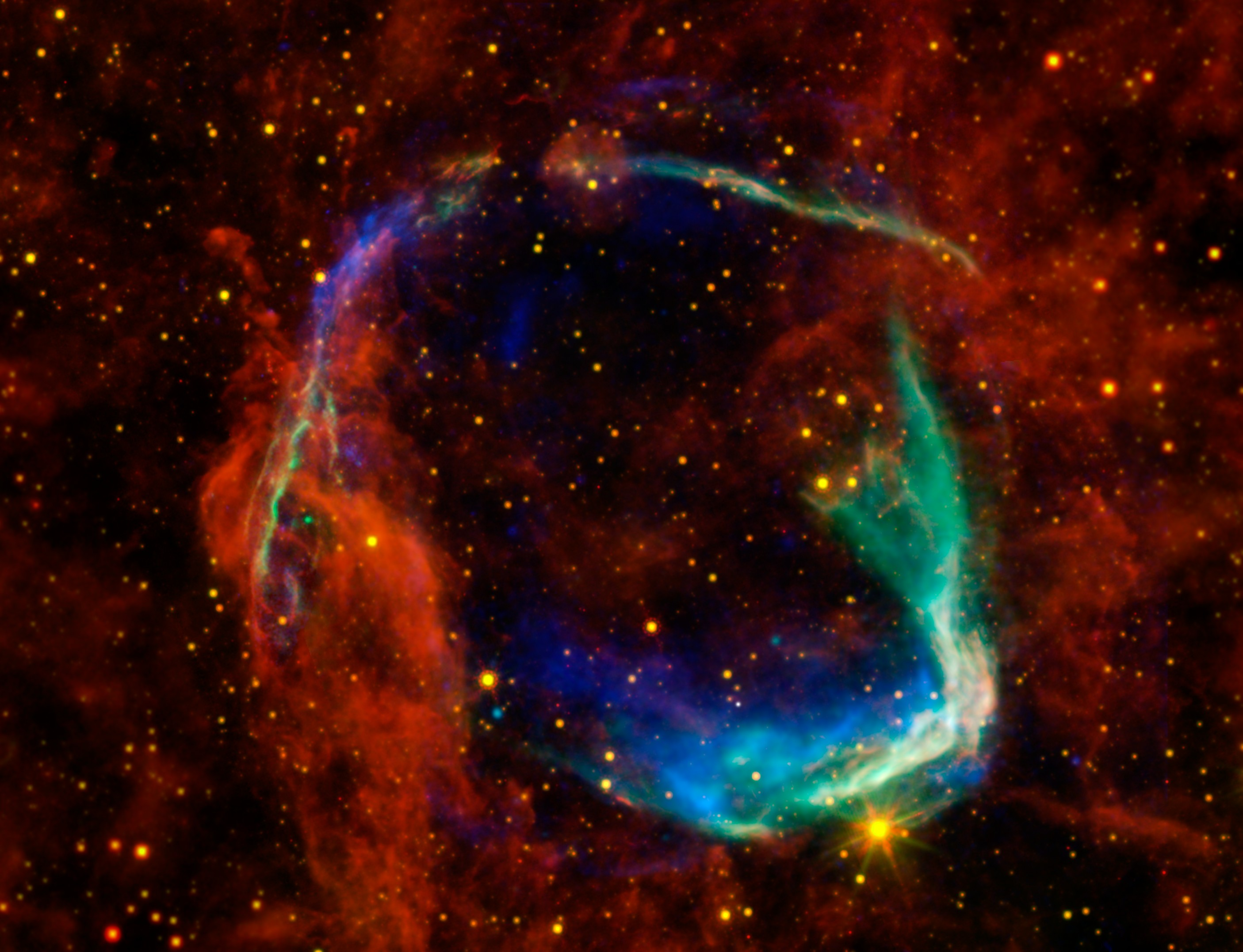
Imagens infravermenlhas do telescópio espacial Spitzer.